# Sampaioa pinastri
Sampaioa pinastri Gonz. Frag., (1924) é uma espécie de fungo do género Sampaioa da família Lophiostomataceae encontrado associado à casca de Pinus pinaster (pinheiro-bravo) em pinhais e montados do oeste da Península Ibérica. O nome genérico homenageia o botânico e micologista Gonçalo Sampaio.